# クリスティアン・オリバ
クリスティアン・ガブリエル・オリバ・ヒメネス（Christian Gabriel Oliva Giménez, 1996年6月1日 - ）は、ウルグアイ・サン・ホセ県シウダー・デル・プラタ出身のプロサッカー選手。カンペオナート・ウルグアージョ・ナシオナル・モンテビデオに所属している。ポジションはMF。

## 来歴
ユース時代をナシオナル・モンテビデオやCAベジャ・ビスタなどで過ごし、2016年にナシオナルに再入団。2シーズンBチームでプレーし、2018年シーズンにトップチームに昇格。2月10日のランプラ・ジュニオルス戦で、プリメーラ・ディビシオン初出場。3月15日のコパ・リベルタドーレスのサントス戦でプロ初ゴールを決めた。4月15日のボストン・リーベル戦で、1部リーグ初ゴールを決めるなど、1年目から中心選手となり、同月25日には、2020年までの契約に合意。同年シーズンは27試合2得点を記録した。
2019年1月25日、イタリアのカリアリ・カルチョと2018-19シーズン終了までのローン移籍に合意。シーズン終了後に完全移籍に移行した。
2021年2月1日、バレンシアCFに買取オプション付きのローン移籍で加入したことが発表された。
2022年2月12日、CAタジェレスに移籍した。
メキシコのFCフアレスへの半年間のレンタルを経て、2024年1月11日、プロデビューしたナシオナルに復帰した。